# いわみえいこ
いわみ えいこ（1975年11月13日 - ） は、日本の漫画家、油絵画家。日本漫画家協会所属。

## 経歴
武蔵野美術大学短期大学部に入学、その後、同大学の造形学部に編入する。
大学三年のときに「CUTIE COMIKE」でデビュー、集英社クッキー新人賞受賞。その後、「CUTiEComic」「クッキー」「クッキーBox」「マーガレット」「ザ マーガレット」「フィールサラダ」で連載する。講談社「なかよしラブリー」で連載、飛鳥新社から「ダイエット！」、ananでヨンコマ連載など多数。
また、岩見 映子として油絵画家として活躍している。

## 単行本
- 『すいかのアイス』宝島社 (2001/04) ISBN 978-4796621953
- 『ちーちゃんの日記帳』集英社 (2002/7/15) ISBN 978-4088563923
- 『あの夏のこと』青林工藝舎 (2004/3/25) ISBN 978-4883791521